# Heartland Championship
Die Heartland Championship ist eine Amateurliga für Rugby Union in Neuseeland. Sie wurde erstmals 2006 ausgetragen, nach der Aufteilung der National Provincial Championship (NPC) in zwei verschiedene Wettbewerbe. 13 der 27 ursprünglichen Provinzmannschaften des Landes (plus eine Mannschaft zweier fusionierter Provinzverbände) bildeten die oberste Liga, den professionellen Mitre 10 Cup. Die Heartland Championship setzt sich aus den übrigen zwölf Provinzmannschaften zusammen. Diese spielen um zwei Pokale, den prestigeträchtigeren Meads Cup (benannt nach Colin Meads) und den Lochore Cup (benannt nach Brian Lochore).

## Der Wettbewerb
Die Heartland Championship wird jedes Jahr ausgetragen und beginnt im August. Rugbymannschaften aus zwölf Provinzen treten in einer Division gegeneinander an.
Die Punkteverteilung verläuft nach folgendem Schema:
- 4 Punkte für einen Sieg
- 2 Punkte für ein Unentschieden
- 0 Punkte für eine Niederlage
- 1 Bonuspunkt für das Erzielen von 4 oder mehr Versuchen
- 1 Bonuspunkt bei einer Niederlage mit einer Differenz von 7 Punkten (entspricht einem erhöhten Versuch) oder weniger.

Die Meisterschaft ist in drei Runden eingeteilt:

### Runde eins
Beim Start der ersten Runde werden die zwölf Mannschaften in zwei Gruppen mit je sechs Teams eingeteilt, Gruppe A und Gruppe B. Die Platzierungen basieren auf den Vorjahresresultaten. Während der ersten Runde spielt jedes Team gegen die anderen Mannschaften aus seiner Gruppe jeweils einmal. Die Teams haben zwei oder drei Heimspiele, wobei die höher platzierten Mannschaften das zusätzliche Heimspiel austragen dürfen.
Alle sechs Mannschaften einer Gruppe rücken in die zweite Runde vor. Die drei besten Mannschaften spielen um den Meads Cup, während die drei schlechteren um den Lochore Cup spielen.

### Runde zwei
Jede Mannschaft in beiden Gruppen spielt gegen die drei Teams, gegen das es noch nicht in der ersten Runde gespielt hat. Die drei Mannschaften mit den meisten Punkten in Runde eins haben zwei Heim- und ein Auswärtsspiel, die anderen drei Teams haben ein Heim- und zwei Auswärtsspiele.
Alle Punkte aus der ersten Runde werden mit in die zweite Runde genommen. Die Punkte, die in beiden Runden gesammelt werden, sind für die Endplatzierungen entscheidend. Für das Halbfinale des Meads Cups und des Lochore Cups in Runde drei sind die jeweils vier besten Mannschaften qualifiziert.

### Runde drei
Der Meads Cup und der Lochore Cup werden im K.-o.-System entschieden. Die Halbfinalspiele sind wie folgt zusammengesetzt: Der Erste gegen den Vierten und der Zweite gegen den Dritten, wobei die höher platzierte Mannschaft jeweils Heimrecht genießt. Das höher platzierte verbliebene Team ist Gastgeber des jeweiligen Endspiels.

## Ranfurly Shield
In Heartland championship werden auch Pokalspiele um den Ranfurly Shield ausgetragen, falls dort eine Mannschaft den Shield innehat. Dies ist bis heute jedoch noch nie vorgekommen. Hierbei handelt es sich um die älteste und prestigeträchtigste Trophäe des neuseeländischen Rugbys. Der Shield-Inhaber muss in jedem Heimspiel der regulären Mitre-10-Cup-Saison den Shield verteidigen. Falls die Auswärtsmannschaft das Spiel gewinnt, bekommt sie den Ranfurly Shield. Bei einem Unentschieden oder Sieg der Heimmannschaft hat diese die Trophäe erfolgreich verteidigt. In den Play-offs wird nicht um ihn gespielt.
Vor einer Saison muss der Shield-Inhaber auch einige Herausforderungen aus der jeweils anderen Spielklasse annehmen.

## Mannschaften
Folgende Mannschaften spielen in der Heartland Championship:
- Buller Rugby Football Union
- East Coast Rugby Football Union

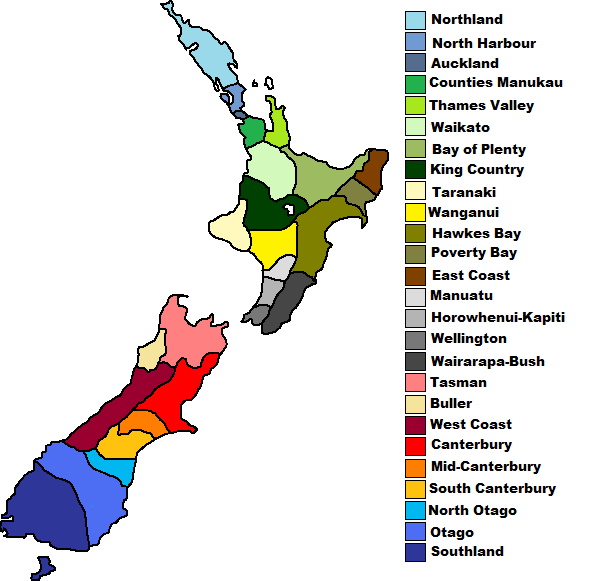
Karte der Regionalverbände und deren Mannschaften

- Horowhenua-Kapiti Rugby Football Union
- King Country Rugby Football Union
- Mid Canterbury Rugby Football Union
- North Otago Rugby Football Union
- Poverty Bay Rugby Football Union
- South Canterbury Rugby Football Union
- Thames Valley Rugby Football Union
- Wairarapa Bush Rugby Football Union
- Wanganui Rugby Football Union
- West Coast Rugby Football Union

## Sieger
| Jahr | Meads Cup                                             | Lochore Cup                                           |
| ---- | ----------------------------------------------------- | ----------------------------------------------------- |
| 2006 | Wairarapa Bush                                        | Poverty Bay                                           |
| 2007 | North Otago                                           | Poverty Bay                                           |
| 2008 | Wanganui                                              | Poverty Bay                                           |
| 2009 | Wanganui                                              | North Otago                                           |
| 2010 | North Otago                                           | Wairarapa Bush                                        |
| 2011 | Wanganui                                              | Poverty Bay                                           |
| 2012 | East Coast                                            | Buller                                                |
| 2013 | Mid Canterbury                                        | South Canterbury                                      |
| 2014 | Mid Canterbury                                        | Wanganui                                              |
| 2015 | Wanganui                                              | King Country                                          |
| 2016 | Wanganui                                              | North Otago                                           |
| 2017 | Wanganui                                              | Mid Canterbury                                        |
| 2018 | Thames Valley                                         | Horowhenua-Kapiti                                     |
| 2019 | North Otago                                           | South Canterbury                                      |
| 2020 | Saison wegen der COVID-19-Pandemie nicht ausgetragen. | Saison wegen der COVID-19-Pandemie nicht ausgetragen. |
| 2021 | South Canterbury                                      | Wanganui                                              |

Für frühere Gewinner der unteren Divisionen des NPC siehe National Provincial Championship.